# Termésmolyformák
A termésmolyformák (Stathmopodinae) a valódi lepkék (Glossata) alrendjében a sarlós ajkú molyszerűek (Gelechioidea) öregcsaládjába tartozó díszmolyfélék (Oecophoridae) családjának egyik alcsaládja. Egyes rendszertanászok termésmolyfélék (Stathmopodidae) néven önálló rovarcsaládnak tekintik őket.
Magyarországon egy fajuk él:
- égertermésmoly (Stathmopoda pedella L., 1761) — Magyarországon többfelé előfordul (Fazekas, 2001; Pastorális, 2011).